# Liste der State-, U.S.- und Interstate-Highways in Oregon

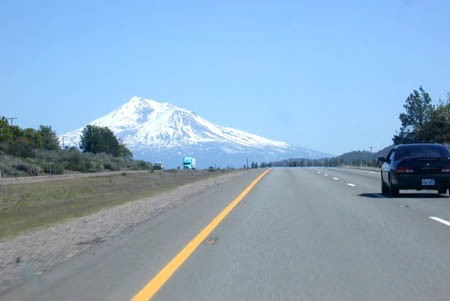
Die I-5 in der Nähe des Mount Shasta

Die Liste der State, U.S. und Interstate Highways in Oregon ist eine Aufstellung von State-Highways in Oregon, USA nach Art und Nummer.
Das Straßennetz wird von der Highway Division der Behörde Oregon Department of Transportation (ODOT) verwaltet. Am Stichtag 31. Dezember 2005 existierten in Oregon 12.943 km State Highway sowie 1173 km Interstate Highway.

## Oregon Routes
| - Oregon State Route 3 - Oregon State Route 6 - Oregon State Route 7 - Oregon State Route 8 - Oregon State Route 10 - Oregon State Route 11 - Oregon State Route 18 - Oregon State Route 18 Business - Oregon State Route 19 - Oregon State Route 22 - Oregon State Route 27 - Oregon State Route 31 - Oregon State Route 34 - Oregon State Route 35 - Oregon State Route 36 - Oregon State Route 37 - Oregon State Route 38 - Oregon State Route 39 - Oregon State Route 42 - Oregon State Route 42S - Oregon State Route 43 - Oregon State Route 46 - Oregon State Route 47 - Oregon State Route 51 - Oregon State Route 52 - Oregon State Route 53 - Oregon State Route 58 - Oregon State Route 62 - Oregon State Route 66 - Oregon State Route 69 - Oregon State Route 70 - Oregon State Route 74 - Oregon State Route 78 - Oregon State Route 82 - Oregon State Route 86 - Oregon State Route 86S - Oregon State Route 99 - Oregon State Route 99E - Oregon State Route 99E Business - Oregon State Route 99W - Oregon State Route 103 - Oregon State Route 104 - Oregon State Route 104S - Oregon State Route 120 - Oregon State Route 126 - Oregon State Route 126 Business - Oregon State Route 130 - Oregon State Route 131 - Oregon State Route 138 - Oregon State Route 140 - Oregon State Route 141 - Oregon State Route 153 - Oregon State Route 154 - Oregon State Route 164 - Oregon State Route 173 - Oregon State Route 180 - Oregon State Route 182 - Oregon State Route 194 - Oregon State Route 200 - Oregon State Route 201 - Oregon State Route 202 - Oregon State Route 203 - Oregon State Route 204 - Oregon State Route 205 | - Oregon State Route 206 - Oregon State Route 207 - Oregon State Route 210 - Oregon State Route 211 - Oregon State Route 212 - Oregon State Route 213 - Oregon State Route 214 - Oregon State Route 216 - Oregon State Route 217 - Oregon State Route 218 - Oregon State Route 219 - Oregon State Route 221 - Oregon State Route 222 - Oregon State Route 223 - Oregon State Route 224 - Oregon State Route 225 - Oregon State Route 226 - Oregon State Route 227 - Oregon State Route 228 - Oregon State Route 229 - Oregon State Route 230 - Oregon State Route 233 - Oregon State Route 234 - Oregon State Route 237 - Oregon State Route 238 - Oregon State Route 240 - Oregon State Route 241 - Oregon State Route 242 - Oregon State Route 244 - Oregon State Route 245 - Oregon State Route 250 - Oregon State Route 251 - Oregon State Route 255 - Oregon State Route 260 - Oregon State Route 273 - Oregon State Route 281 - Oregon State Route 282 - Oregon State Route 293 - Oregon State Route 331 - Oregon State Route 332 - Oregon State Route 334 - Oregon State Route 335 - Oregon State Route 339 - Oregon State Route 350 - Oregon State Route 351 - Oregon State Route 361 - Oregon State Route 370 - Oregon State Route 380 - Oregon State Route 402 - Oregon State Route 410 - Oregon State Route 413 - Oregon State Route 414 - Oregon State Route 422 - Oregon State Route 422S - Oregon State Route 429 - Oregon State Route 451 - Oregon State Route 452 - Oregon State Route 453 - Oregon State Route 454 - Oregon State Route 501 - Oregon State Route 528 - Oregon State Route 540 - Oregon State Route 542 - Oregon State Route 551 |

## Interstates
- Interstate 5; 105; 205; 405
- Interstate 82
- Interstate 84

## U.S. Routes
- U.S. Highway 20 (Business (Toledo); Business (Bend))
- U.S. Highway 26
- U.S. Highway 30 (Business (Portland); Bypass (Portland); Business (Ontario))
- U.S. Highway 95 (Spur)
- U.S. Highway 97 (Business (Klamath Falls); Business (Bend))
- U.S. Highway 101 (Business (Astoria))
- U.S. Highway 197
- U.S. Highway 199
- U.S. Highway 395
- U.S. Highway 730